# Enio Nicolini
Enio Nicolini (Pescara, ...) è un bassista e compositore italiano.
La sua formazione musicale inizia nella metà degli anni 70 con studi privati, prima verso il contrabbasso e poi sul basso elettrico e con l'ascolto dei grandi artisti, band italiane e internazionali dell'epoca. La sua carriera musicale inizia con due giovanissime formazioni pop: 5 parete e poi Loving Eyes che lo portano in tour per l'Italia. Successivamente arriva una formazione decisamente Hard Rock i Tabù con il chitarrista Nino Cocchini (che diventerà il chitarrista turnista di Gloria Gaynor) e il batterista Tommaso Perlino (già con lui nei Loving Eyes). Negli anni 70 inizia il sodalizio con Mario Di Donato (ancora oggi insieme con i The Black) e nasce il gruppo Respiro di Cane con il quale si raggiunge la maturità musicale e si passa alla composizione di brani propri e la produzione di due demo. Con questa formazione ci sono diversi live e partecipazioni a festival nazionali. Gli anni 80 vedono Enio Nicolini insieme a Mario Di Donato a formare gli UT, formazione a tre che vede alla batteria e voce Silvestro SpaccalegnaCanzano, che successivamente con l'inserimento del vocalist Benedetto Spinazzola nel 1983 diventeranno Unreal Terror e dall'hard rock si passerà  decisamente al metal. Nel 1984 entra nella formazione Luciano Palermi che ancora oggi ne fa parte con la reunion fatta nel dicembre 2011. Nel 1990, dopo tre anni dall'uscita di Mario di Donato dagli Unreal Terror e dallo scioglimento di questi avvenuto nel 1988, Enio Nicolini ritorna con il vecchio compagno di viaggio Mario Di Donato, in pianta stabile fino ai giorni nostri, nella formazione dei The Black, doom band apprezzata sia in Italia e sia all'estero, con la quale realizza tutta la discografia dal 1991 a oggi. In parallelo egli realizza anche dei progetti solisti: gli Akron gruppo di Gothic metal, senza chitarre, con il quale tra il 2000 e 2003 realizza due lavori discografici e una compilation oltre a diversi live in Italia. Il gruppo si scioglie nel 2005. La produzione solista di Nicolini ricomincia nel 2013 quando realizza il suo primo esperimento di basso, batteria e voce A matter of time con i suoi Sloe Gin dove ci sono Eugenio Mucci alla voce e Giuseppe Miccoli alla batteria (ex Requiem). Nel 2015 vi è un altro esperimento simile (basso, batteria e voce) ma questa volta con 15 ospiti di cui 10 alle voci, tra cui Blaze Bayley,ex Iron Maiden, e Trevor dei Sadist, 3 alle batterie e due agli effetti di elettronica su due brani. Nel 2018 produce un progetto chiamato Otron dove vengono introdotti gli elementi di elettronica a supporto di basso, batteria e voce. La caratteristica del modo di usare il basso da parte di Enio Nicolini è nell'uso dei pawer chord come elementi di composizione melodica e non solo ritmici. Nelle registrazioni dei suoi lavori solisti lui registra due linee di basso, una lineare e l'altra con metodo pawer chord supportatiti da effettistica.
Nicolini nel 2001 ha anche scritto un volume, Dal gospel al grunge, per un quotidiano locale poi un libro di poesie, Rock'n Follia, (illustrato da Mario Di Donato) e partecipato nel 2014 con un suo racconto Il ghibli suona il rock sul libro di Gianni della Cioppa 33 Racconti Rock.

## Pubblicazioni
- Dal gospel al grunge, il Centro, 2000
- Rock'n Follia, Edizioni Tracce, 2000
- Il ghibli suona il rock presente nel libro 33 Racconti Rock, 2015
- Rules The Night, Biografia ufficiale Unreal Terror band -Klaus Petrovic, Crac Edizioni 2017

## Discografia

### Con gli UT
- Massacre dolby stereo 1978 (demo tape)
- Incidente mentale dolby stereo 1979 (demo tape)

### Con gli Unreal Terror
- Heavy & Dangerous Bess rec. 1985 (Ep)
- Hard Incursion Speed rec. 1986 (Lp)
- Rock Meets Metal Ebony rec. 1987(LpCompilation)
- The New Chapter Jolly Roger Records 2017(Cd+Lp)

Ristampe
- Heavy&Dangerous Minotauro rec. 2005(Cd)
- Hard Incursion+4bonus tracks Jolly Roger rec. 2014(Cd)

### Con i The Black
- Abbatia Scl. Clementis Minotauro re. 1991(Cd)
- Refugium Peccatorum Black Widow rec. 1992(Lp)
- Apocalypsis Black Widow rec. 1994 (Lp+Cd)
- E tu vivrai nel terrore Black Widow rec. 1997 (tributo film Horror) Lp +Cd
- Golgotha Black Widow rec. 2000 (Lp+Cd)
- Daze of the Underqroun  Tributo agli Hawkwind -Black Widow rec.2002
- Black Widow  Tributo ai Black Widow -Black Widow rec. 2003
- Capistrani Pugnator Black Widow rec. 2004(Lp+Cd)
- Peccatis Nostris Black Widow rec. 2004(Lp+Cd)
- Gorgoni Black Widow rec. 2010(Lpl+Cd)
- Metus Ostili Black Widow rec. 2015(in registrazione)

Ristampe
- Refugium Peccatorum + 3 bonus tracks Black Widow rec. 2012(Cd)
- Abbatia Scl. Clementis Horror Rec. (Danimarca) 2015 (Lp)

### Progetti solisti
AKRON
- E tu vivrai nel terrore Black Widow rec. 1997(tributo al cinema Horror)
- la Signora del buio Black Widow rec. 2000 (Lp +Cd+book)
- Il tempio di ferro Black Widow rec. 2003 (Lp+Cd+book)

SLOE GIN (basso, batteria e voce)
- A matter of time Bood Rock/Black Widow rec. 2013

Enio Nicolini (basso, batteria e voce)
- Heavy Sharing Buil2Kill/Audioglobe 2015-2016
- Heavy Sharing  ACE Records (ristampa) vinile N. 100 copie numerate 2017
- Heavy Sharing Buil2Kill/Nadir Dvd live 50 copie numerate 2018
- Cyberstorm Buil2Kill/Audioglobe Cd + vinile (200 copie) 2019
- Hellish Mechanism Hellbones Records Cd + vinile(100 copie numerate) 2022
- Suitecase man Hellbones Record CD + vinile (100 copie numerate) in stampa 2024 CD, vinile +Cofanetto 2025